# Boreathelphusa
Boreathelphusa is een geslacht van kreeftachtigen uit de klasse van de Malacostraca (hogere kreeftachtigen).

## Soort
- Boreathelphusa uglowi (Cumberlidge & von Sternberg, 2002)